# S/2004 S 40
S/2004 S 40 es un satélite natural de Saturno descubierto por Scott S. Sheppard, David C. Jewitt, Jan T. Kleyna, Edward J. Ashton, Brett J. Gladman, Jean-Marc Petit y Mike Alexandersen en 2004 utilizando el telescopio Subaru en los observatorios de Mauna Kea. Fue anunciado por el Centro de Planetas Menores el 3 de mayo de 2023 luego de un periodo de 24 observaciones entre el 12 de diciembre de 2004 y el 9 de julio de 2021 en el que se confirmó la órbita del satélite.

## Características orbitales
S/2004 S 40 orbita a Saturno en 765.92 días (2 años y 35 días) con un semieje mayor de 16 189 000 km. Su excentricidad orbital es de 0.317 y su inclinación orbital es de 169.8°.
S/2004 S 40 es parte del grupo Nórdico, un cúmulo dinámico de satélites irregulares retrógrados de Saturno que siguen órbitas similares.

## Características físicas
Tiene un diámetro de aproximadamente 2 kilómetros para una magnitud absoluta de 16.3.